# 潘融春 (萬曆進士)
潘融春（1585年—？年），字季豫，號與偕，浙江省紹興府餘姚縣人，明朝官員。

## 生平
萬曆三十七年（1609年）己酉科浙江鄉試第四十五名舉人，萬曆三十八年（1610年）庚戌科會試四十一名，第三甲第十一名進士。禮部觀政，授廣東廣州府推官。累官兵部职方司郎中，天啓六年（1626年）正月升福建副使、分守建南道。崇祯元年（1628年），擢江西右参政，因病致仕返乡。甲申之变后，绝迹鸡鸣山下，终年闭户，不交一人。

## 家族
曾祖潘璋；祖潘守仁，鄉賓；父潘諫，庠生，封奉直大夫工部員外郎；母孫氏（封宜人）。具慶下。兄潘陽春（戊戌進士、見任福建參政）；瑞春（丙午亞魁）；芳春（增生）；肇春（武舉），弟長春（庠生）；宜春；茂春；熙春（庠生）；同春；永春。
子潘澄；潘源。